# Мопра (роман)
«Мопра́» (фр. Mauprat) — роман французской писательницы Жорж Санд, написанный в 1835-1837 годах в Ноане, впервые опубликованный в 1837 году в журнале «Revue des Deux Mondes»; в том же году у издателя Боннёра вышло отдельное издание романа в двух томах.

## История создания и первые публикации
После окончания дела о разводе, находясь в своём поместье в Ноане, Жорж Санд работала над романом «Мопра́» с лета 1835 года по весну 1837 года. Впервые роман был опубликован в журнале «Revue des Deux Mondes» с апреля по июнь 1837 года. В том же году у издателя Боннёра вышло отдельное издание романа «Мопра́» в двух томах.
На страницах романа, действие которого происходит в последние десятилетия XVIII века, в предреволюционной Франции, в основном в Берри, писательница с большой любовью и мастерством рисует картины живописной природы своей родной провинции, в которой Жорж Санд выросла и которую очень любила. Сюжет романа сочетает в себе элементы любовной истории, семейного романа, воспитательного романа (или роман воспитания), а также содержит женскую философию писательницы. На примере истории жизни главного героя писательница излагает идеи о нравственном перерождении и эволюции человека посредством воспитания и образования.
В предисловии к роману, датированному 5 июня 1851 года, Жорж Санд пишет:

"Незадолго до того, как 1836 году в Ноане я написала роман «Мопра», закончилось моё дело о разводе. И тогда брак, с уродствами которого я до сих пор боролась, давая, быть может, повод полагать — поскольку мне не удалось достаточно полно развить свою мысль, — будто я отрицаю его по существу, предстал передо мною во всём нравственном величии своих принципов. <…> Когда, желая чем-нибудь себя занять и рассеяться, я начала писать роман, мне пришла в голову мысль изобразить любовь исключительную, вечную — до брака, в браке и после того, как оборвётся жизнь одного из супругов. Потому-то я и заставила восьмидесятилетнего героя моей книги провозгласить верность единственной женщине, которую он любил. <…> Чувство, обуревавшее меня, когда я его писала, выражено словами Бернара Мопра в конце книги: «Она была единственной женщиной, которую я любил; никогда другая не привлекла моего взора и не испытала страстного пожатия моей руки».

## Сюжет
В романе рассказывается о жизни представителей двух ветвей мелких феодалов Мопра — потомков древнего феодального рода французской провинции Берри. Старшая ветвь рода состоит из свирепого и жестокого Тристана де Мопра, промотавшего состояние и опозорившего имя рода, его восьми сыновей и единственного внука Бернара (отец которого — единственный из сыновей Тристана был женат), оставшегося сиротой в возрасте семи лет. Они участвуют в актах произвола, грабежа, жестокости и распущенности, за что получили прозвище «Мопра́ Душегубы», и живут в мрачном заброшенном полуразвалившемся средневековом фамильном замке Рош-Мопра.
Младшая ветвь рода состоит из всего лишь двух членов — Юбера де Мопра и его единственной дочери Эдме. Юбера де Мопра́ прозвали «кавалером» за то, что он некоторое время принадлежал к мальтийскому ордену и был столь же добр и справедлив, как его кузен Тристан — злобен и жесток. Когда родился Бернар де Мопра, Юбер просил его родителей отдать ребёнка ему на воспитание и был готов сделать Бернара своим наследником, о чём Бернар узнал спустя много лет. Но отца Бернара случайно убили на охоте, а дед отклонил предложение Юбера, заявив, что его сыновья — единственные законные наследники младшей ветви рода и он всеми силами воспротивится тому, чтобы имение Юбера было завещано Бернару. Юбер прервал все отношения со старшей ветвью рода Мопра́, а вскоре у него родилась единственная дочь по имени Соланж-Эдмонда, которую близкие чаще называют «Эдме».
Однажды по невыясненным причинам лошадь 17-летней Эдме понесла, и девушка заблудилась в лесу, попав в замок Рош-Мопра. 18-летний Бернар, несмотря на то, что его вырастили дикарём и разбойником, не признающим никаких законов, кроме права сильного, попадает под чары кузины и помогает ей бежать из замка Рош-Мопра, предварительно добившись от неё обещания выйти за него замуж, угрожая изнасилованием. Так Бернар впервые попадает в замок Сен-Севэр, где знакомится со своим дядей — Юбером де Мопра́, который принял его как родного сына, поблагодарил за спасение дочери и предложил остаться жить вместе с ними. Сначала здесь для Бернара всё ново и непривычно, ведь по вечерам обитатели Сен-Севэра увлекаются чтением и обсуждением Руссо, Монтескьё, Кондильяка, музицированием, а в их семье царят взаимопонимание, мудрость, терпение, доброта и забота. Эдме под руководством своего духовного наставника — аббата Обера — решает воспитывать кузена, учит чтению и письменности, помогает преодолеть дурные привычки, и верит в то, что со временем Бернар сможет порвать с прошлым и стать образованным и достойным человеком.
По соседству с замком Сен-Севэр живёт Жан ле У, по прозвищу Пасьянс (или Терпение) — немолодой крестьянин с решительным характером, единственный в округе, кто не боится разбойников Мопра. Пасьянс — деревенский философ, увлечённый Эпиктетом и Руссо, исповедующий революционные идеи, веру в добрые дела, в отзывчивое человеческое сердце. Эдме вместе с Пасьянсом помогают бедным и беседуют на философские темы. (В годы революции Пасьянс сыграет видную роль, будет избран судьёй в Варенне. Пасьянс — один из самых известных персонажей всего творчества Жорж Санд в целом, в уста которого писательница вложила многие свои идеи). По соседству с Сен-Севэром также живёт Маркас — немолодой крестьянин, прозванный «крысолов», а также «идальго», «дон Маркас» за своё врождённое благородство и честность. Маркас помогает Эдме и Пасьянсу в их добрых делах и сразу проникается симпатией к Бернару (впоследствии он будет верно служить ему до своей смерти).
Благодаря позитивному влиянию обитателей Сен-Севэра, Бернар развивается, получает разностороннее образование, начинает бывать в высшем свете в Париже. Бернар страстно влюбляется в свою кузину, напоминает о данном ею в Рош-Мопра обещании и просит её выйти за него замуж, но девушка уже давно помолвлена с лейтенантом де ла Маршем, а к Бернару сначала не испытывает ничего, кроме жалости, смешанной иногда с ужасом и презрением.
С горя, в надежде забыть Эдме и желая участвовать в общественно-политических событиях своего времени, Бернар уезжает в Америку, где в рядах армии Ла Файетта принимает участие в американской войне за независимость. В Америке Бернар знакомится с Артуром — жизнерадостным молодым учёным, добрым и справедливым человеком. Общение с Артуром часто проливало целительный бальзам на измученное сердце Бернара, когда тот отчаивался и тосковал по Родине и близким. Молодые люди стали лучшими друзьями, братьями по духу и товарищами по оружию. (Впоследствии Артур так и не женился, хотя ничего не имел против идеи гармоничной семьи, но предпочёл посвятить свою жизнь науке и работе, а также заботе о друзьях. Артур поселился в Филадельфии, где его и навестил Бернар спустя много лет, уже после того, как овдовел).
Не в силах забыть Родину и любимую девушку, Бернар спустя семь лет возвращается во Францию, снова признаётся Эдме в любви и опять просит её выйти за него замуж. Однажды во время охоты в лесу между молодыми людьми происходит бурное объяснение, закончившееся ссорой. Эдме садится верхом на лошадь и уезжает, а огорчённый Бернар уходит пешком в лес в другую сторону. Через некоторое время девушку находят без сознания, тяжело раненной из охотничьего ружья Бернара. Его арестовывают по подозрению в попытке убийства. Несмотря на рану, Эдме приходит в суд дать показания, при всех признаётся в своей любви к Бернару и пытается доказать, что он не мог в неё стрелять. Несмотря на грозящий ему смертный приговор, Бернар ещё никогда в своей жизни не чувствовал себя таким счастливым. Однако он всё ещё сомневается в чувствах Эдме, думая, что она может преувеличивать степень своей привязанности к нему только потому, что жалеет и старается спасти.
Мадемуазель Леблан — служанка и компаньонка Эдме, невзлюбившая и боявшаяся Бернара с тех пор, как он появился в Сен-Севэре — оговаривает его во время суда, после чего Эдме порывает с ней, а м-ль Леблан уезжает в другую провинцию, где живёт безбедно, в результате чего обитатели Сен-Севэра понимают, что м-ль Леблан хорошо заплатили за лжесвидетельство в суде. Маркас — единственный из друзей, кто отказывается верить в виновность Бернара даже во время суда. Пасьянс, сначала поверивший в виновность Бернара, случайно узнаёт, что Жан и Антуан де Мопра, считавшиеся давно погибшими в пожаре вместе с отцом Тристаном де Мопра́ и своими братьями, живы. Пасьянс выследил их и выяснил, что Жан и Антуан составили план убийства Бернара и Эдме, пытаясь завладеть наследством рода Мопра́, а также из ненависти к молодым влюблённым. Пасьянс доказывает в суде, что в Эдме стрелял Антуан де Мопра, которого арестовывают и приговаривают к смертной казни посредством колесования. Жан де Мопра бежал, постригся в монахи, пытаясь вымолить у Бога прощение за свои преступления, сошёл с ума и через несколько лет умер в отдалённом монастыре.
Бернара освобождают, Эдме постепенно выздоравливает благодаря заботам близких, а также Артура, друга Бернара, приехавшего к нему в гости и принимавшего деятельное участие в защите Бернара на суде и в лечении Эдме. Не выдержав последних трагических событий, произошедших с дочерью, умирает Юбер де Мопра. После окончания траура Эдме и Бернар поженились и долгие годы прожили в счастливом гармоничном браке. Когда Эдме ушла из жизни, Бернар тяжело переживал смерть своей обожаемой супруги. Он продолжал жить ради детей, время от времени принимая участие в общественно-политических событиях своего времени. Постепенно Бернар де Мопра стал одним из уважаемых людей в округе, а четверо из его шести оставшихся в живых детей занимали достойное положение в обществе.

## Влияние философии и литературы
В романе отразились политические идеи социализма, на которые писательницу вдохновил её друг Пьер Леру (изобретатель термина «социализм»), который был также учителем — или по крайней мере оказал влияние — на формирование политического мировоззрения Жорж Санд. Идеи социализма проявились в романе в некоторых символах — например, в именах персонажей Эдме и Терпение (Пасьянс). Имя главной героини — Эдме — намеренно созвучно Эдему, то есть земному раю, что в романе подтверждается изображением замка, в котором в окружении отцовской любви и родственной её духу природы живёт Эдме; по сюжету романа Бернар де Мопра́ замечает — «вы как будто хотите изгнать меня из рая в ад» — в ответ на предложение дяди Юбера посетить поместье, где герой провёл своё разбойничье детство и отрочество. Прозвище деревенского философа-крестьянина Жана — Терпение (в русских переводах этого персонажа зовут Пасьянс) — дано ему за мудрость, терпение, доброту и заботу, за его веру в добрые дела, в доброту человеческого сердца.
Во время написания романа Жорж Санд также находилась под сильным влиянием творчества Жан-Жака Руссо — настолько, что Санд считается духовной дочерью Руссо. Так, например, в текстах её писем и рукописей того времени очень много ссылок на труды Руссо, — в переписке с друзьями и знакомыми Санд просто указывает «Жан-Жак». В некоторых сценах романа напрямую упоминаются некоторые работы Руссо. В характерах и поступках персонажей также прослеживается влияние творчества Руссо. Так, например, Эдме — главная героиня этого романа Жорж Санд — проявляет терпение и мудрость, обучая кузена чтению и письменности, помогая ему исправить недостатки, нравственно переродиться, веря в возможность духовного развития и перерождения человека, — что и происходит с Бернаром, по замыслу писательницы. Также Жорж Санд упоминает на страницах своего романа о том, что Эдме читала роман Руссо «Новая Элоиза» и много плакала, находясь под сильным воздействием этой книги.

## Адаптации

### Театр
- 28 ноября 1853 года — театральный спектакль по роману «Мопра́» в Париже.

### Кинематограф
- 1926 — «Мопра́» — французский чёрно-белый немой фильм режиссёра Жана Эпштейна.
- 1972 — «Мопра́» — французский цветной телевизионный двухсерийный художественный фильм режиссёра Жака Требута.

## Роман в России

### Публикации на русском языке
В России роман «Мопра́» впервые был напечатан на русском языке в переводе И. В. Проташинского в журнале «Московский наблюдатель» в 1837 году (13-14 тт.). Отдельное издание впервые было выпущено в 1839 году в «Библиотеке романов, повестей и путешествий, издаваемых Н. Н. Глазуновым». В 1841 году в Санкт-Петербурге был издан новый перевод романа под названием «Бернард Мопрат, или Перевоспитанный дикарь». В двадцатом веке роман «Мопра́» неоднократно переиздавался в переводе Л. Е. Когана и Я. З. Лесюка: вступление и главы I—XVII переведены Л. Е. Коганом, главы XVIII—XXX — Я. З. Лесюком.

### Критика
Роман «Мопра» был высоко оценён В. Г. Белинским, который охарактеризовал этот роман как «сама простота, сама красота, сам ум, сама поэзия» и рекомендовал этот роман как «одно из лучших созданий Жоржа Занда». В своей рецензии на русский перевод романа, вышедший в 1841 году, Белинский писал: <Жорж Санд заставляет героя> 

«…любить благоговейно и беззаветно, всего ожидать от любви, а не от прав своих и свято уважать личную свободу любимой женщины. Прекрасная эта мысль развита в высшей степени поэтическим образом. <…> И какая человечность дышит в каждой строке, в каждом слове этой гениальной женщины… она находит человека во всех сословиях, во всех слоях общества, любит его, сострадает ему, гордится им и плачет о нём». 

### «Мопра» и «Обрыв» И. А. Гончарова
В 1869 году великий русский писатель И. А. Гончаров написал роман «Обрыв» — самый любимый и задушевный труд писателя, над которым он трудился в течение 20 лет. В творчестве двух великих романистов есть близкие нравственные ценности, а именно: христианское понимание любви; признание позитивного влияния одухотворённой женщины; идея всепоглощающего и пронесённого через всю жизнь чувства мужчины к женщине; идеи о гармоничной семье, которая, в понимании обоих великих романистов, могла послужить примером и образцом для общественных отношений людей. В романах «Мопра» Санд и «Обрыве» Гончарова похожи общественно-исторические эпохи, во время которых развивается действие обоих романов: канун Великой французской революции у Санд и предреформенное время у Гончарова; в обоих романах отмечается проникновение в общество новых идей и брожение умов, захватывающих и разделяющих представителей не только разных социальных групп, но и членов одного семейства; в обоих романах действие происходит преимущественно не в столицах (Париже, Петербурге), а в глубине провинциальной Франции и России, в условиях дворянского замка (поместья) и окружающей его природы; в обоих романах похожа система персонажей и внутренние связи между ними, а также аналогии между отдельными из них; похожа сюжетная взаимосвязь обоих романов (в частности, сюжетные линии Эдме — Бернар («Мопра» Санд) и Вера — Волохов («Обрыв» Гончарова)). Есть у двух великих романистов в этих романах и существенные различия: например, социальный аспект главных героев «Мопра» и «Обрыва»; изображение народных персонажей: если у Санд они отмечены чувством личностного и сословного достоинства (деревенский философ Пасьянс, крысолов дон Маркас), то у Гончарова для подобных лиц это не характерно; если Санд демонстрирует на страницах романа «Мопра» глубокий интерес к идейно-политическим движениям воспроизводимой эпохи, то у Гончарова в «Обрыве» это практически отсутствует.